# گورانی پائین
گورانی پائین یک منطقهٔ مسکونی در ایران است که در دهستان پشتکوه (خاش) واقع شده‌است.